# Трново (Генералски Стол)
Трново је насељено место у Карловачкој жупанији у Хрватској. Административно припада општини Генералски Стол.

## Становништво
Према попису становништва из 2001. године, насеље је имало 19 становника у 7 породичних домаћинстава.
Кретање броја становника по пописима 1857—2001.
| година пописа  | 1857. | 1869. | 1880. | 1890. | 1900. | 1910. | 1921. | 1931. | 1948. | 1953. | 1961. | 1971. | 1981. | 1991. | 2001. |
| бр. становника | 26    | 34    | 29    | 24    | 25    | 27    | 25    | 31    | 48    | 50    | 40    | 37    | 30    | 28    | 19    |